# Callerebia bumosa
Callerebia bumosa är en fjärilsart som beskrevs av Evans. Callerebia bumosa ingår i släktet Callerebia och familjen praktfjärilar. Inga underarter finns listade i Catalogue of Life.